# Empanada
Az empanada egyfajta sült tészta, amely péksüteményből és töltelékből áll. A világ számos régiójában népszerű, de főleg Spanyolországban, Mexikóban és Dél-Amerikában terjedt el. Az empanada tipikusan félkör alakú, és különféle töltelékekkel készülhet, amelyek lehetnek húsosak, zöldségesek (pl. spenótosak) vagy édesek is. 

## A név eredete
A név a spanyol empanar igéből származik, magyarul "becsomagolni", utalva arra, hogy az ételt kenyérbe csomagolják vagy azzal vonják be. 

## Képgaléria

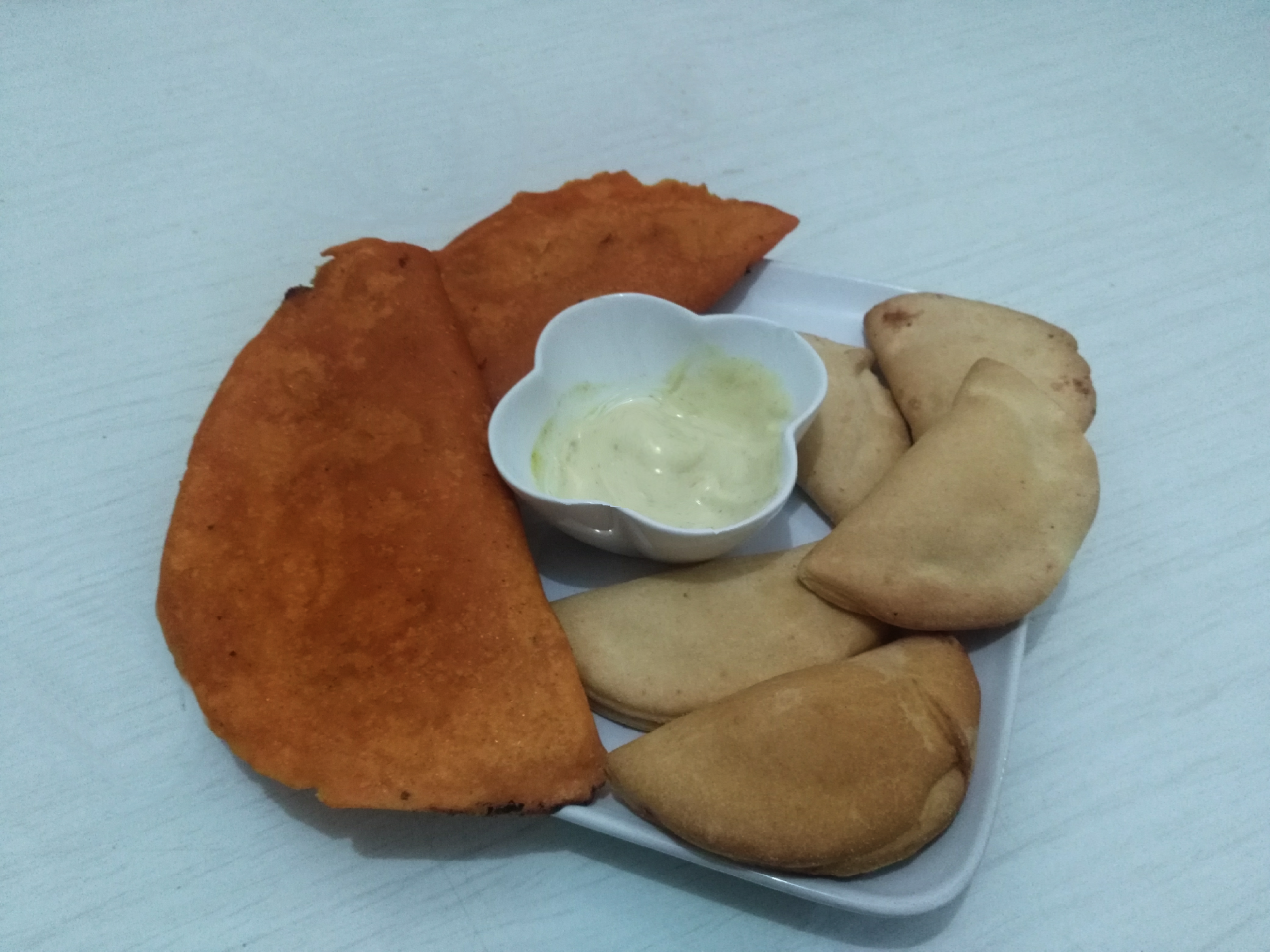
Costa ricai
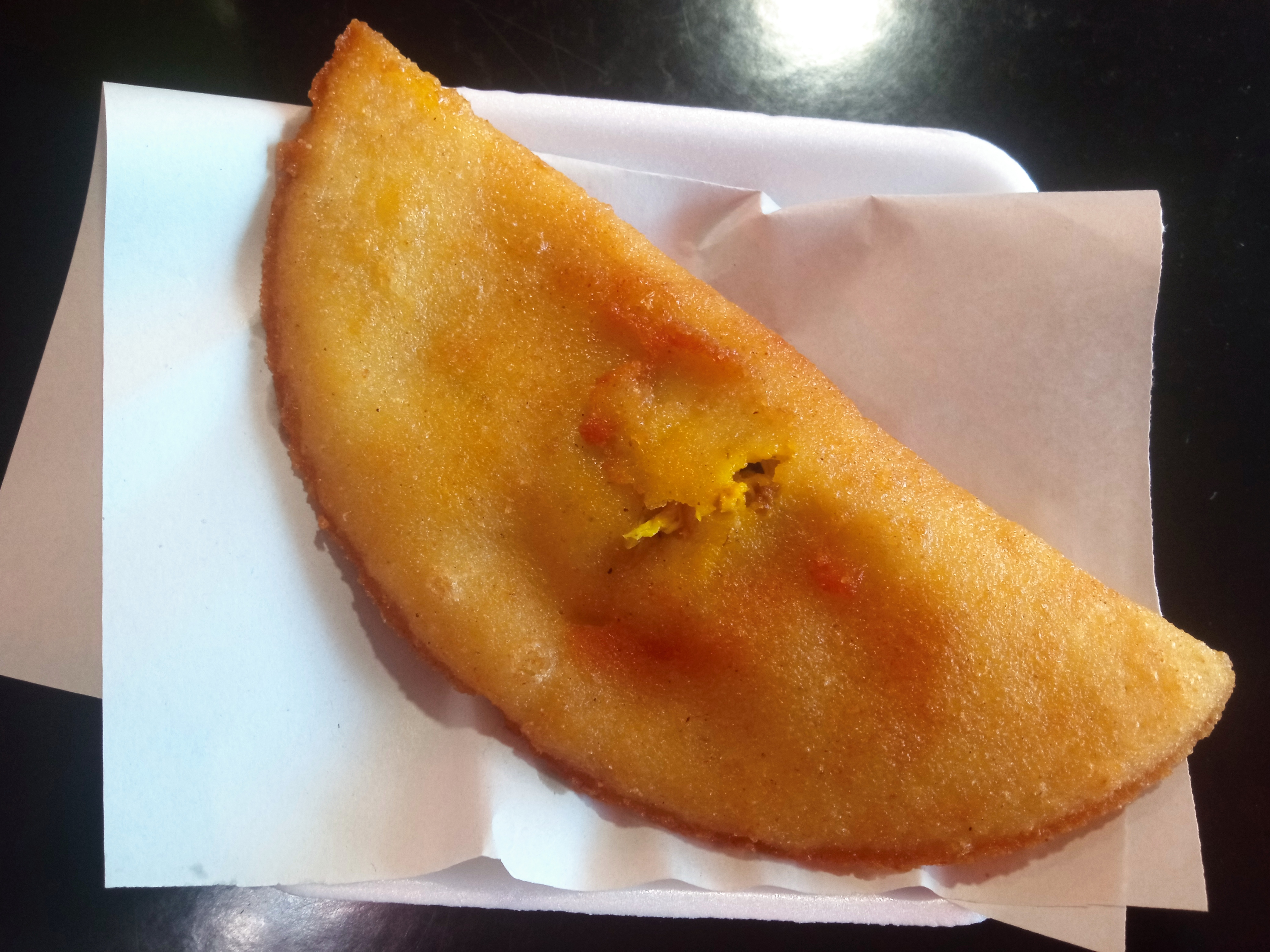
Venezuelai
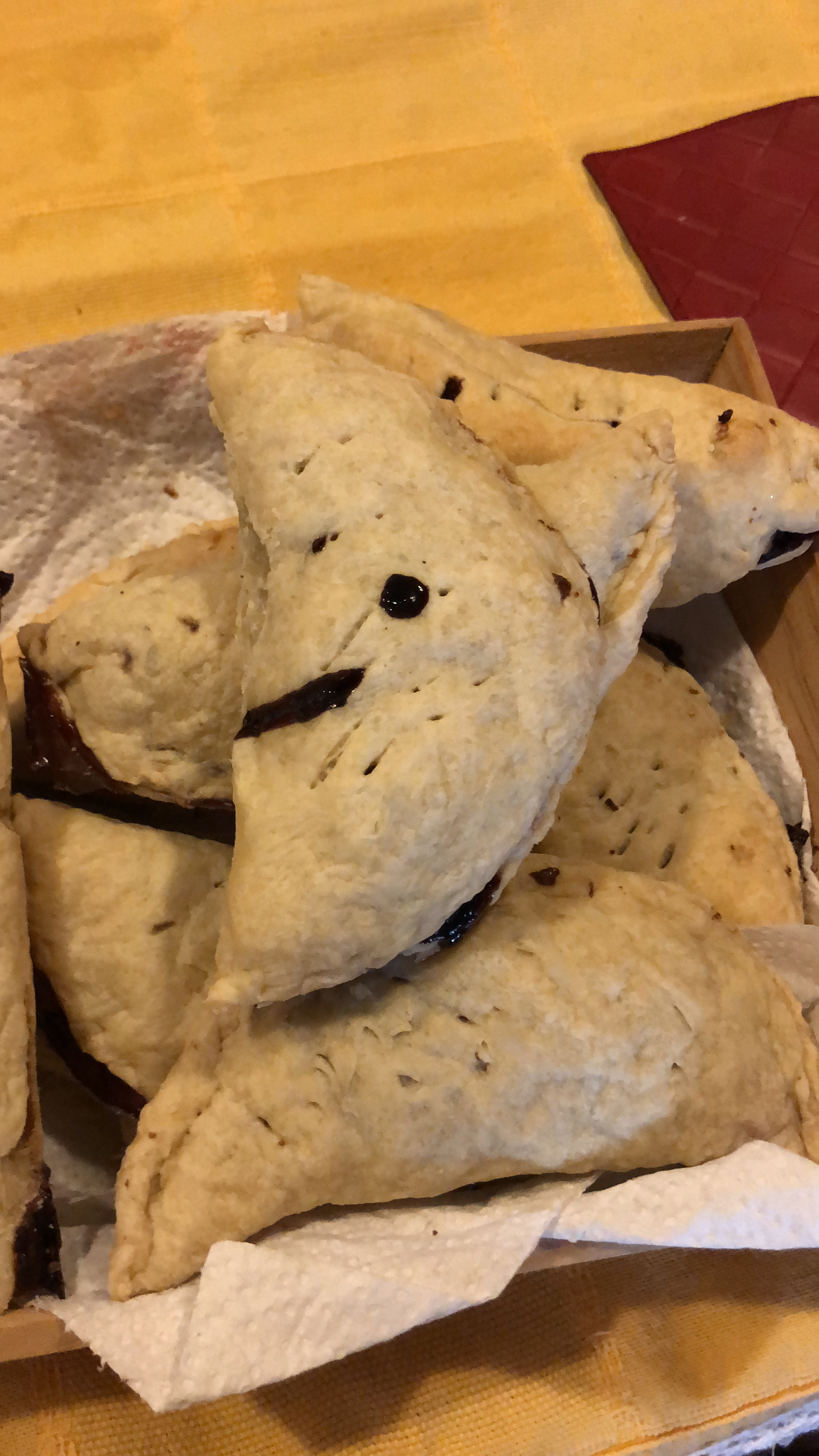
Empanada casera